# Erwin Altenburger
Erwin Altenburger (* 3. November 1903 in Mautern als Erwin Kurka; † 7. Februar 1984 in Wien) war ein österreichischer Politiker der ÖVP.

## Biografie
Erwin Altenburger wurde am 3. November 1903 als Sohn des Sattlermeister Oskar Kurka und dessen Ehefrau Josepha (geborene Wohlmuther) in Mautern geboren und am 9. November auf den Namen Erwin getauft. Als Jugendlicher wurde er vom Ehepaar Anton und Elisa Altenburger, Besitzer in Mautern, aufgenommen und führte fortan den Familiennamen Altenburger.
Der gelernte Schuhmacher war schon früh politisch interessiert und engagierte sich bald bei den Christlichen Gewerkschaftern. Ab 1927 war er Bediensteter in der Gewerkschaft, und in der NS-Zeit 1938–1945 politisch verfolgt und inhaftiert. 1947 wurde er Bundesminister im Bundeskanzleramt ohne Geschäftsbereich und war 1955 einer der zwei „streitbaren Hauptverhandler“ der Großen Koalition für die Sozialgesetze des ASVG.
Altenburgers politische Grundausrichtung war die Katholische Soziallehre. Auf seine Initiative hin wurde 1951 die FCG (Fraktion Christlicher Gewerkschafter im ÖGB) gegründet, um den von der SPÖ dominierten Gewerkschaftsbund überparteilicher zu gestalten.
Seine bedeutendste – und am längsten ausgeübte – Funktion war jene des ÖGB-Vizepräsidenten von 1948 bis 1975. In diesen fast drei Jahrzehnten und auch als ÖAAB-Obmann nahm er maßgeblichen Einfluss auf Österreichs Sozialpolitik. Gemeinsam mit seinem langjährigen SP-Gegenspieler Anton Benya prägte er die für Österreichs wirtschaftliche Entwicklung so entscheidende Sozialpartnerschaft.
Altenburger wurde 1948 die Ehrenmitgliedschaft der Ö.k.a.V. Rhaeto-Danubia Wien im ÖCV verliehen sowie der K.Ö.St.V. Austro-Danubia Wien im MKV. Er wurde am Neustifter Friedhof bestattet.

## Auszeichnungen
- 1955: Großes Goldenes Ehrenzeichen am Bande für Verdienste um die Republik Österreich[3]